# Osbornellus fasciatus
Osbornellus fasciatus är en insektsart som beskrevs av Metcalf 1954. Osbornellus fasciatus ingår i släktet Osbornellus och familjen dvärgstritar. Inga underarter finns listade i Catalogue of Life.